# Tunbyholmssjön
Tunbyholmssjön är en sjö vid Tunbyholms slott i Tomelilla kommun i Skåne och ingår i Helge å-Nybroåns kustområde. Sjön har en area på 0,0964 kvadratkilometer och ligger 85 meter över havet.

## Delavrinningsområde
Tunbyholmssjön ingår i det delavrinningsområde (616405-139376) som SMHI kallar för Ovan Listarumsån. Medelhöjden är 107 meter över havet och ytan är 45,28 kvadratkilometer. Det finns inga avrinningsområden uppströms utan avrinningsområdet är högsta punkten. Avrinningsområdets utflöde Tommarpaån mynnar i havet. Avrinningsområdet består mestadels av skog (42 %), öppen mark (13 %) och jordbruk (42 %). Avrinningsområdet har 0,1 kvadratkilometer vattenytor vilket ger det en sjöprocent på 0,2 %. Bebyggelsen i området täcker en yta av 0,32 kvadratkilometer eller 1 % av avrinningsområdet.